# Protokoll einer Katastrophe
Protokoll einer Katastrophe ist eine mehrteilige Dokumentar-Serie, die seit dem Jahr 2002, von unterschiedlichen TV-Produktionsfirmen, für Sendeanstalten der ARD (vorwiegend des WDR) produziert wurde. Bislang sind davon nachweislich 12 Episoden entstanden.

## Inhalt
In der Sendereihe werden schwere Unglücksfälle, Großschadensereignisse und Katastrophenfälle von nationaler und auch internationaler Relevanz retrospektiv beleuchtet und dokumentarisch aufgearbeitet. Als dramaturgische Mittel wurden u. a. Interviews mit Zeitzeugen, sowie originale Bild- und Filmdokumente (z. B. TV-Berichterstattungen, private Bildaufnahmen) eingesetzt und auch die jeweiligen Originalschauplätze aufgesucht. Es gehe jeweils um eine „detaillierte Schilderung“ der Unglücke, belegt durch historisches Archivmaterial und Gespräche mit Zeitzeugen, die in „dieser Form noch nie gezeigt worden sind“, sagte beispielsweise Claudia Schreiner, MDR-Programmchefin Kultur und Wissenschaft, in einem Interview aus dem Jahr 2003 über die Sendereihe – neben anderen ARD-Sendeanstalten verantwortet auch der MDR einige Folgen.

## Episodenübersicht
| Titel                                            | Produktionsjahr | verantwortliche Sendeanstalt | Inhalt | Dauer (Min.) Format |
| ------------------------------------------------ | --------------- | ---------------------------- | --- | ------------------- |
| Russlands Alptraum – Der Untergang der Kursk     | 2002            | WDRARTE                      | Der Untergang des russischen Atom-U-Bootes Kursk am 12. August 2000 in der Barentssee. Nach einer Explosion an Bord, sank das U-Boot 180 Kilometer nordöstlich von Murmansk auf eine Tiefe von 108 Metern. Mindestens 23 Besatzungsmitglieder überlebten dabei zunächst im Inneren des Bootes, konnten sich aber nicht aus eigener Kraft aus dieser Tiefe befreien – alle 118 Besatzungsmitglieder kamen letztendlich ums Leben. | ca. 45 4:3          |
| Die Sturmflut                                    | 2002            | WDR                          | Die Sturmflut von 1962, bei der durch den Orkan Vincinette, in der Nacht vom 16. auf den 17. Februar 1962, eine die gesamte deutsche Nordseeküste treffende Flutkatastrophe ausgelöst wurde. Allein in der Stadt Hamburg, wo das Wasser ein Fünftel der Zwei-Millionen-Stadt überflutete, waren 315 Todesopfer zu beklagen. Insgesamt kamen durch die Sturmflut 340 Menschen zu Tode.                                            |                     |
| Das Hindenburg-Desaster                          | 2002            | WDR                          | Das Unglück des Zeppelin Luftschiffes LZ 129 „Hindenburg“ am 6. Mai 1937 bei dessen Landung nach 77 Stunden Atlantiküberquerung in Lakehurst (New Jersey, USA). Dabei kamen 35 der 97 Menschen an Bord, sowie ein Mitglied der Bodenmannschaft ums Leben. |                     |
| Das Inferno von Baikonur                         | 2003            | MDR                          | Der als Nedelin-Katastrophe bezeichnete Raketenunfall auf dem sowjetischen Kosmodrom Baikonur, Weltraumbahnhof im Süden Kasachstans nördlich der Stadt Baikonur, bei dem am 24. Oktober 1960 bei der Explosion einer militärischen Interkontinentalrakete mindestens 126 Menschen ums Leben kamen. | ca. 45 4:3          |
| Das Drama von Lengede                            | 2003            | WDR                          | Das Grubenunglück von Lengede am 24. Oktober 1963 im niedersächsischen Eisenerzbergwerk Lengede-Broistedt bei dem 29 Bergleute unter Tage ihren Tod fanden. Die kaum noch für möglich gehaltene Rettung elf eingeschlossener Bergleute nach 14 Tagen ging als Wunder von Lengede in die Geschichte ein. |                     |
| Der Panzer auf den Schienen                      | 2003            | MDR                          | Eisenbahnunfall von Forst Zinna am 19. Januar 1988, bei dem ein Schnellzug auf der Bahnstrecke Berlin–Halle, zwischen Jüterbog und Luckenwalde, mit einem Panzer der Sowjetischen Streitkräfte in Deutschland zusammenstieß. | ca. 45 4:3          |
| Der rätselhafte Untergang des DDR-Tankers Böhlen | 2007            | MDR                          | Der Untergang des Öltankers Böhlen, einem Schiff der Deutschen Seereederei Rostock (DSR), am 14. Oktober 1976 vor der Westküste Frankreichs. Das Schiff befand sich auf der Fahrt von Venezuela nach Rostock. Beim Untergang starben 24 Besatzungsmitglieder und zwei mitreisende Ehefrauen. | ca. 45 4:3          |
| Der Absturz der Concorde                         | 2006            | WDR                          | Der Absturz von Air-France-Flug 4590, einer Concorde die am 25. Juli 2000 kurz nach dem Start vom Flughafen Paris-Charles de Gaulle bei Gonesse abstürzte. Dabei kamen alle 109 Insassen sowie vier Personen am Boden ums Leben, eine weitere Person am Boden wurde schwer verletzt. | ca. 45 4:3          |
| Der Flughafenbrand von Düsseldorf                | 2006            | WDR                          | Die am 11. April 1996 durch Schweißarbeiten ausgelöste Brandkatastrophe am Düsseldorfer Flughafen, bei der 17 Menschen starben und weitere 88 wurden verletzt wurden. | ca. 45 4:3          |
| Der Seilbahnbrand von Kaprun                     | 2007            | BR                           | Die Brandkatastrophe der Gletscherbahn Kaprun 2 in Österreich, bei der am 11. November 2000 bei einem Brand 155 Menschen ums Leben kamen. | ca. 45 4:3          |
| Das Schneechaos 1978                             | 2007            | MDR                          | Die Schneekatastrophe in Norddeutschland zur Jahreswende 1978/1979 von außergewöhnlichem Ausmaß, die im Gegensatz zu vielen anderen Unglücksfällen als wirklicher Katastrophenfall bezeichnet werden kann. | ca. 45 4:3          |
| Der Amoklauf von Volkhoven                       | 2014            | WDR                          | Der als Attentat von Volkhoven bekannt gewordene Amoklauf eines 42-jährige Frührentners, der am 11. Juni 1964 an einer Volksschule im Kölner Stadtteil Volkhoven mit einem selbstgebauten Flammenwerfer und einer Lanze acht Kinder und zwei Lehrerinnen tödlich verletzte. Weitere 20 Kinder und zwei Lehrerinnen erlitten schwere Brandverletzungen.                                                                           | ca. 45 4:3          |

## Produktionsdetails
| Folge                                            | Regie Buch                                                | Kamera Kameraassistenz                                  | Ton Mischung                                                                          | Schnitt                                   | Sprecher                                                            | Mitarbeit Recherche                                       | Redaktion                           | Aufnahmeleitung   | Produktion Produktionsleitung | Computeranimation Grafik | Dank an / Quellen |
| ------------------------------------------------ | --------------------------------------------------------- | ------------------------------------------------------- | ------------------------------------------------------------------------------------- | ----------------------------------------- | ------------------------------------------------------------------- | --------------------------------------------------------- | ----------------------------------- | ----------------- | --- | ------------------------ | --- |
| Russlands Alptraum – Der Untergang der Kursk     | Christian H. Schulz                                       | Sebastian HattopEduard Gorboprukov Arved von zur Mühlen | Arved von zur Mühlen                                                                  | Martin Schröder Ass.: Marion Rettig       | Thomas Dehler Walter Niklaus Susanne Stein Tom Vogt Franziska Weber |                                                           | Matthias Kremin Philippe Muller     |                   | Eine Produktion der L.E. Vision Leipzig/Moskau in Koproduktion mit WDRProduzentin: Simone Baumann Producer: Andrej Blagodyrenko Mandy Kreisl |                          | - Filmpark Babelsberg |
| Die Sturmflut                                    |                                                           |                                                         |                                                                                       |                                           |                                                                     |                                                           |                                     |                   | |                          | |
| Das Hindenburg-Desaster                          |                                                           |                                                         |                                                                                       |                                           |                                                                     |                                                           |                                     |                   | |                          | |
| Das Inferno von Baikonur                         | Martin Hübner                                             | Juri ProtzkyTill Ludwig                                 | Sergej Onufried Thomas Weiss                                                          | Steffen Werner                            | Peter Buchholz                                                      | Rudi MeierJuri Salnikow Konrad Ege                        | Heribert Schneiders                 | Dominik Godehardt | k. A. Holger Kouschil | k. A. ARD-Design         | - Rosaviakosmos - SKS Moskau - Alexander Surikov |
| Das Drama von Lengede                            | Frank Bürgin                                              |                                                         |                                                                                       |                                           |                                                                     |                                                           | Matthias Kremin                     |                   | Zeitlupe GmbH |                          | |
| Der Panzer auf den Schienen                      | Sandro Poggendorf                                         | Uwe S. TautenhahnOliver Klein                           | Oliver Klein                                                                          | Michael Schehl                            | Peter Buchholz                                                      | Martina Wiedemann k. A.                                   | Martin Hübner                       |                   | Eine ZEPO-FILM-Produktion im Auftrag des MDR k. A.                                                                                           | k. A. ARD-Design         | - Bundesarchiv Freiburg - Bundesarchiv Berlin - DRA Potsdam - Militärgeschichtliches - Museum der Bundeswehr Dresden - Deutsche Bahn AG                                             |
| Der rätselhafte Untergang des DDR-Tankers Böhlen | Michael Erler                                             | Till Ludwig Jens Brode                                  | k. A. Thomas Weiß                                                                     | Uwe Lerch                                 | Josef Tratnik                                                       | Elisabeth Donnet Nicole StandtkeRommy Helms Melanie Frerk | Martin HübnerKatja Wildermuth       | Frank Bartuschat  | k. A. Holger Kouschil | k. A. ARD-Design         | - Schiffahrtsmuseum Rostock - Traditionsschiff „Frieden“ - Ausbildungszentrum Schiffssicherung der Marine Neustadt/Holstein - Flottille 32F LANVEOC POULMIC - INA - PROGRESS - BStU |
| Der Absturz der Concorde                         | Peter BardehleAngela Volkner Peter Bardehle               | Beatrice MayerJörn Schäfer                              | Merle JohnteMarcus Jonas                                                              | Jörn Schäfer                              | Josef TratnikHenning FreibergRainer Hagedorn Bodo Primus            | Hannah Lenitzki                                           | Christian Hinz                      |                   | Eine Produktion der Vidicom im Auftrag des WDR Producer: Peter Bardehle                                                                      |                          | - Galaxie Presse - Vidicom Filmarchiv - Airbus Industries - Feuerwehr Paris |
| Der Flughafenbrand von Düsseldorf                | Frank Bürgin                                              | Klaus ReineltThomas BialekFerhat Engin Thomas Walter    | Sounddesign: Christoph GladeTitel-Musik: Jo Barnikel Stephan Wildfeuer Gerald Steuler | Johannes Apel                             | Josef TratnikDetlef DickmannJean Faure                              | k. A. Fabiola Falentin                                    | Matthias Kremin                     | Kirsten Schauries | Eine Produktion der zeitlupe GmbH Gelsenkirchen Producer Paris: Valerie Theobalt-Bauer                                                       | Bernd Terstegge          | - Berufsfeuerwehr Düsseldorf |
| Der Seilbahnbrand von Kaprun                     | André BeaupoilThomas Hausner André BeaupoilThomas Hausner | Harry BruntzHans Fischer                                | Stefan Held                                                                           | Gerd ReichertVera van Appeldorn           | Josef Tratnik                                                       |                                                           | Astrid Harms-Limmer                 |                   | |                          | |
| Das Schneechaos 1978                             | Katja Herr                                                | Markus ZergiebelPeter Müllauer                          | Sebastian WagnerJan Kersting                                                          | Maja CalamusMartin SchröderMarcus Dippner | Josef Tratnik                                                       |                                                           | Katja WildermuthHeribert Schneiders | Frank Bartuschat  | k. A. Holger Kouschil | k. A. ARD-Design         | |
| Der Amoklauf von Volkhoven                       | Lothar Schröder                                           | Florian Brückner                                        | Michael Ciesla Tom Dokoupil                                                           | Lothar Schröder                           | Dieter Schiffer                                                     |                                                           | Adrian Lehnigk                      |                   | Eine Produktion der beta bande im Auftrag des WDR Christian Wulf                                                                             |                          | |